# Cyphia bolusii
Cyphia bolusii är en klockväxtart som beskrevs av Edwin Percy Phillips. Cyphia bolusii ingår i släktet Cyphia, och familjen klockväxter.
Artens utbredningsområde är Swaziland. Inga underarter finns listade i Catalogue of Life.